# Le Sart (Neufchâteau)
Le Sart of Sart is een plaats in de Belgische provincie Luxemburg in de deelgemeente Hamipré van Neufchâteau. Tot 1977 hoorde Le Sart bij de gemeente Assenois. Bij de fusie van 1977 werd het grootste gedeelte van de voormalige gemeente bij Léglise gevoegd maar Le Sart werd bij Neufchâteau aangehecht.
Deelgemeenten: Grandvoir · Grapfontaine · Hamipré · Longlier · Neufchâteau · Tournay

Overige dorpen en gehuchten: Cousteumont · Gérimont · Harfontaine · Hosseuse · Lahérie · Le Sart · Marbay · Massul · Molinfaing · Mon-Idée · Montplainchamps · Morival · Namoussart · Nolinfaing · Offaing · Petitvoir · Respelt · Semel · Tronquoy · Verlaine · Warmifontaine 

Belgische gemeenten · Arrondissement Neufchâteau · Luxemburg · Wallonië